# Gabon Championnat National D1
Gabon Championnat National D1 is de hoogste voetbaldivisie van Gabon. De competitie werd opgericht in 1968. Er spelen 14 clubs in de hoogste divisie.

## Clubs
| #  | Club                 | Plaats      |
| -- | -------------------- | ----------- |
| 1  | AS Mangasport        | Moanda      |
| 2  | AS Pélican           | Lambaréné   |
| 3  | AS Stade Mandji      | Port-Gentil |
| 4  | ASCM Mounana         | Mounana     |
| 5  | Cercle Mbéri Sportif | Libreville  |
| 6  | En Avant Estuaire FC | Libreville  |
| 7  | FC 105 Libreville    | Libreville  |
| 8  | Missile FC           | Libreville  |
| 9  | Sogéa FC             | Libreville  |
| 10 | Stade Nynois         | Tchibanga   |
| 11 | US Bitam             | Bitam       |
| 12 | US Oyem              | Oyem        |
| 13 | US O’Mbilia Nzami    | Libreville  |
| 14 | VAC Mouila           | Mouila      |

## Kampioenschappen
- 1968    : Olympique Sportif
- 1969    : Aigle Royal
- 1970/71 : Aigle Royal
- 1971/72 : AS Solidarité
- 1972/73 : Olympique Sportif
- 1973/74 : AS Police
- 1974/75 : Zalang COC
- 1975/76 : Petrosport
- 1976/77 : Vantour Mangoungou
- 1977/78 : Vantour Mangoungou
- 1978/79 : ASMO/FC 105
- 1979    : Anges ABC
- 1980    : US O’Mbilia Nzami
- 1981    : US O’Mbilia Nzami
- 1982    : ASMO/FC 105
- 1983 : ASMO/FC 105
- 1983/84 : AS Sogara
- 1985 : ASMO/FC 105
- 1986 : ASMO/FC 105
- 1986/87 : ASMO/FC 105
- 1987/88 : US O’Mbilia Nzami
- 1988/89 : AS Sogara
- 1989/90 : JAC
- 1990/91 : AS Sogara
- 1991/92 : AS Sogara
- 1993 : AS Sogara
- 1994 : AS Sogara
- 1995 : AS Mangasport
- 1996 : Mbilinga FC
- 1997 : FC 105 Libreville
- 1998 : FC 105 Libreville
- 1999 : FC 105 Libreville
- 2000 : AS Mangasport
- 2001 : FC 105 Libreville
- 2002 : US O’Mbilia Nzami
- 2003 : US Bitam
- 2004 : AS Mangasport
- 2005 : AS Mangasport
- 2006 : AS Mangasport
- 2006/07 : FC 105 Libreville
- 2007/08 : AS Mangasport
- 2008/09 : AS Stade Mandji
- 2009/10 : US Bitam
- 2010/11 : Missile FC